# القرن 19
| عقد 1790 | 1790 | 1791 | 1792 | 1793 | 1794 | 1795 | 1796 | 1797 | 1798 | 1799 |
| عقد 1800 | 1800 | 1801 | 1802 | 1803 | 1804 | 1805 | 1806 | 1807 | 1808 | 1809 |
| عقد 1810 | 1810 | 1811 | 1812 | 1813 | 1814 | 1815 | 1816 | 1817 | 1818 | 1819 |
| عقد 1820 | 1820 | 1821 | 1822 | 1823 | 1824 | 1825 | 1826 | 1827 | 1828 | 1829 |
| عقد 1830 | 1830 | 1831 | 1832 | 1833 | 1834 | 1835 | 1836 | 1837 | 1838 | 1839 |
| عقد 1840 | 1840 | 1841 | 1842 | 1843 | 1844 | 1845 | 1846 | 1847 | 1848 | 1849 |
| عقد 1850 | 1850 | 1851 | 1852 | 1853 | 1854 | 1855 | 1856 | 1857 | 1858 | 1859 |
| عقد 1860 | 1860 | 1861 | 1862 | 1863 | 1864 | 1865 | 1866 | 1867 | 1868 | 1869 |
| عقد 1870 | 1870 | 1871 | 1872 | 1873 | 1874 | 1875 | 1876 | 1877 | 1878 | 1879 |
| عقد 1880 | 1880 | 1881 | 1882 | 1883 | 1884 | 1885 | 1886 | 1887 | 1888 | 1889 |
| عقد 1890 | 1890 | 1891 | 1892 | 1893 | 1894 | 1895 | 1896 | 1897 | 1898 | 1899 |
| عقد 1900 | 1900 | 1901 | 1902 | 1903 | 1904 | 1905 | 1906 | 1907 | 1908 | 1909 |

القرن التاسع عشر هو الفترة الزمنية الممتدة من اليوم الأول لعام 1801 إلى اليوم الأخير من عام 1900 حسب التقويم الميلادي.
شهد هذا القرن استكمال السيطرة البريطانية متحكمةً بأكثر من ربع سكان الأرض في حين بدأت كل من مملكة إسبانيا والإمبراطورية البرتغالية والدولة العثمانية بالاضمحلال، وزوال الإمبراطورية الرومانية المقدسة والإمبراطورية المغولية.
أصبحت الإمبراطورية البريطانية القوة العظمى في العالم في أعقاب الحروب النابليونية، وفرضت الهيمنة البريطانية مما شجع ازدهار التجارة وكافحت القرصنة. وتقلصت العبودية في العالم بعد ثورة العبيد في هاييتي.
عمل استخدام الكهرباء والفولاذ والنفط على إنعاش وإمداد الثورة الصناعية الثانية بالطاقة التي مكنت كل من ألمانيا وإمبراطورية اليابان والولايات المتحدة من أن تصبح قوى عظمى على الساحة الدولية، وأدى بدوره لظهور عصر الاستعمارية الجديدة. في حين فشلت الإمبراطورية الروسية وسلالة تشينغ الحاكمة في الصين في مجاراة باقي القوى الاستعمارية وهذا سرعان ما أدى لظهور قلاقل اجتماعية كبيرة في البلدين خلال القرن العشرين.

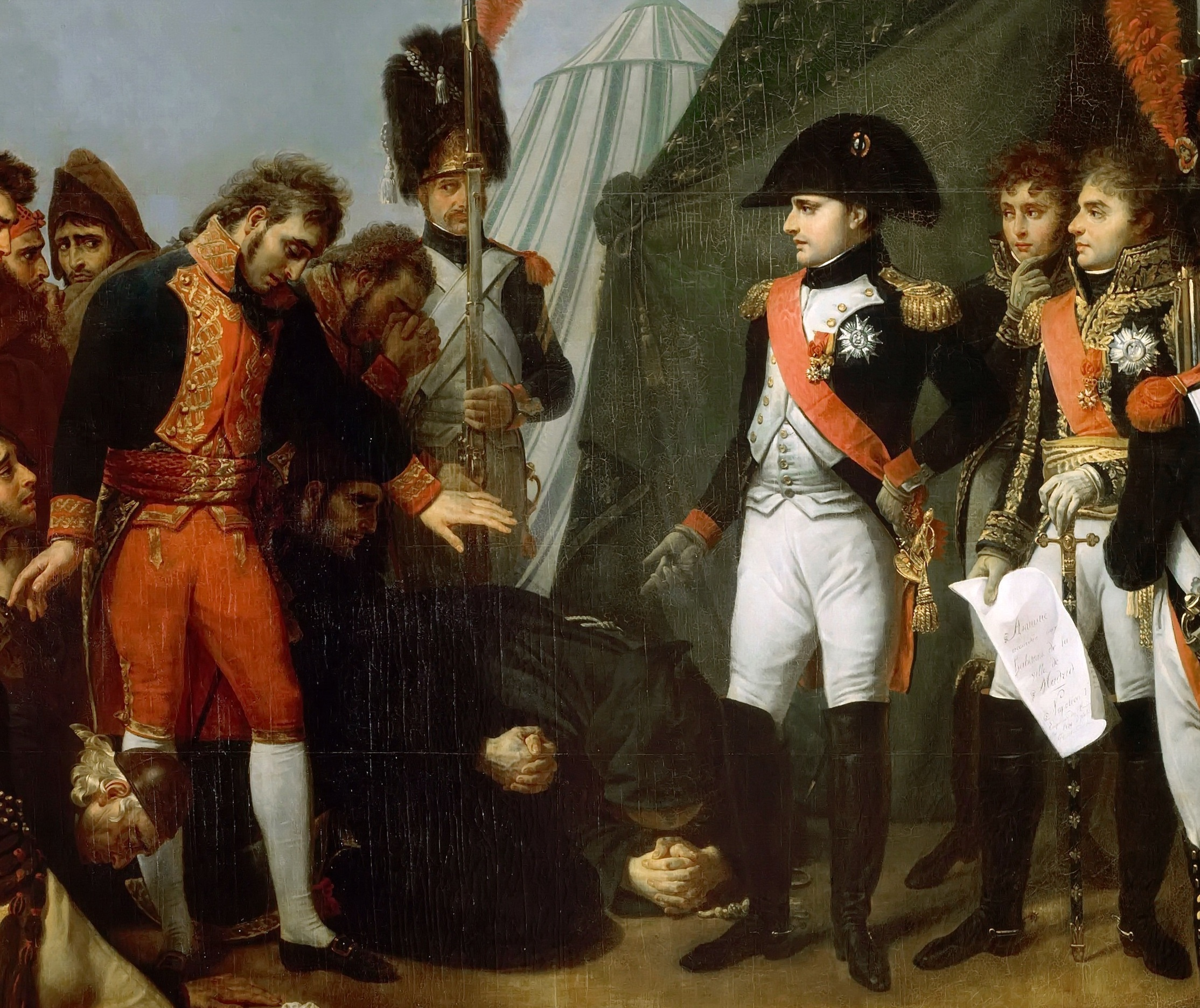
لوحة "استسلام مدريد" (1808) بريشة أنطوان جان غرو، وتصور دخول نابليون للعاصمة الإسبانية خلال حرب الاستقلال الإسبانية.

## أحداث

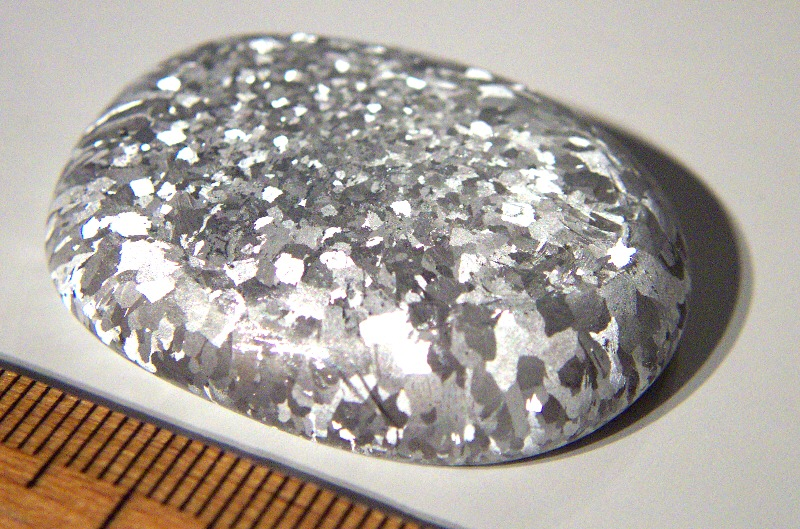
إنتاج الألمنيوم سنة 1825

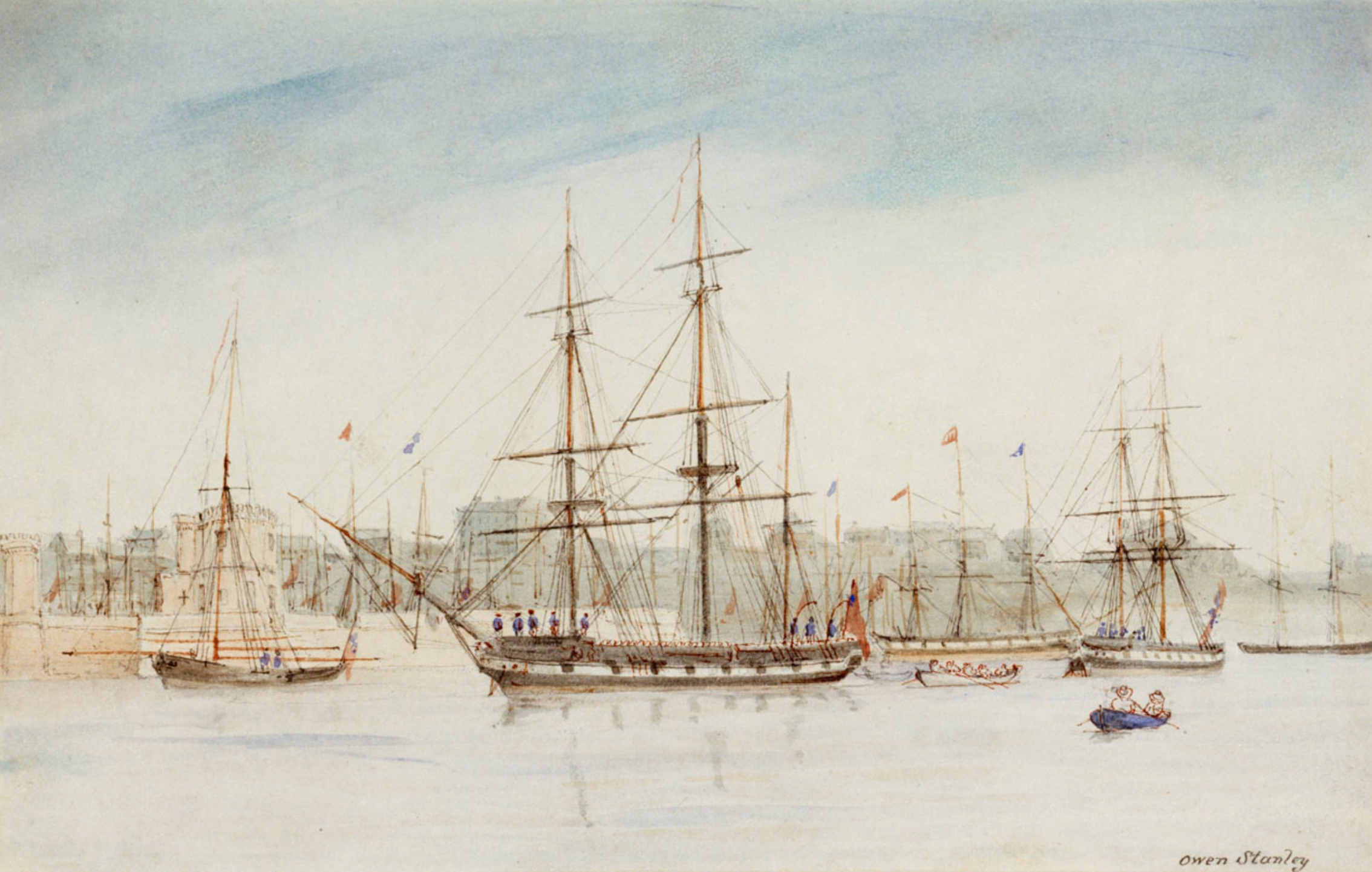
رحلة السفينة بيغل سنة 1820

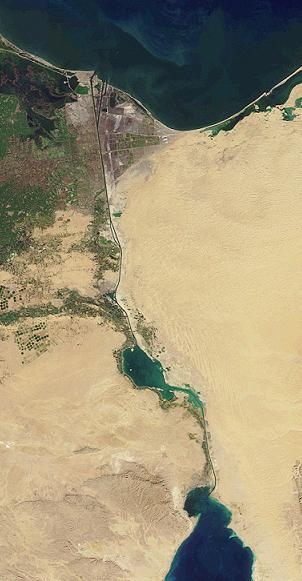
افتتاح قناة السويس سنة 1869

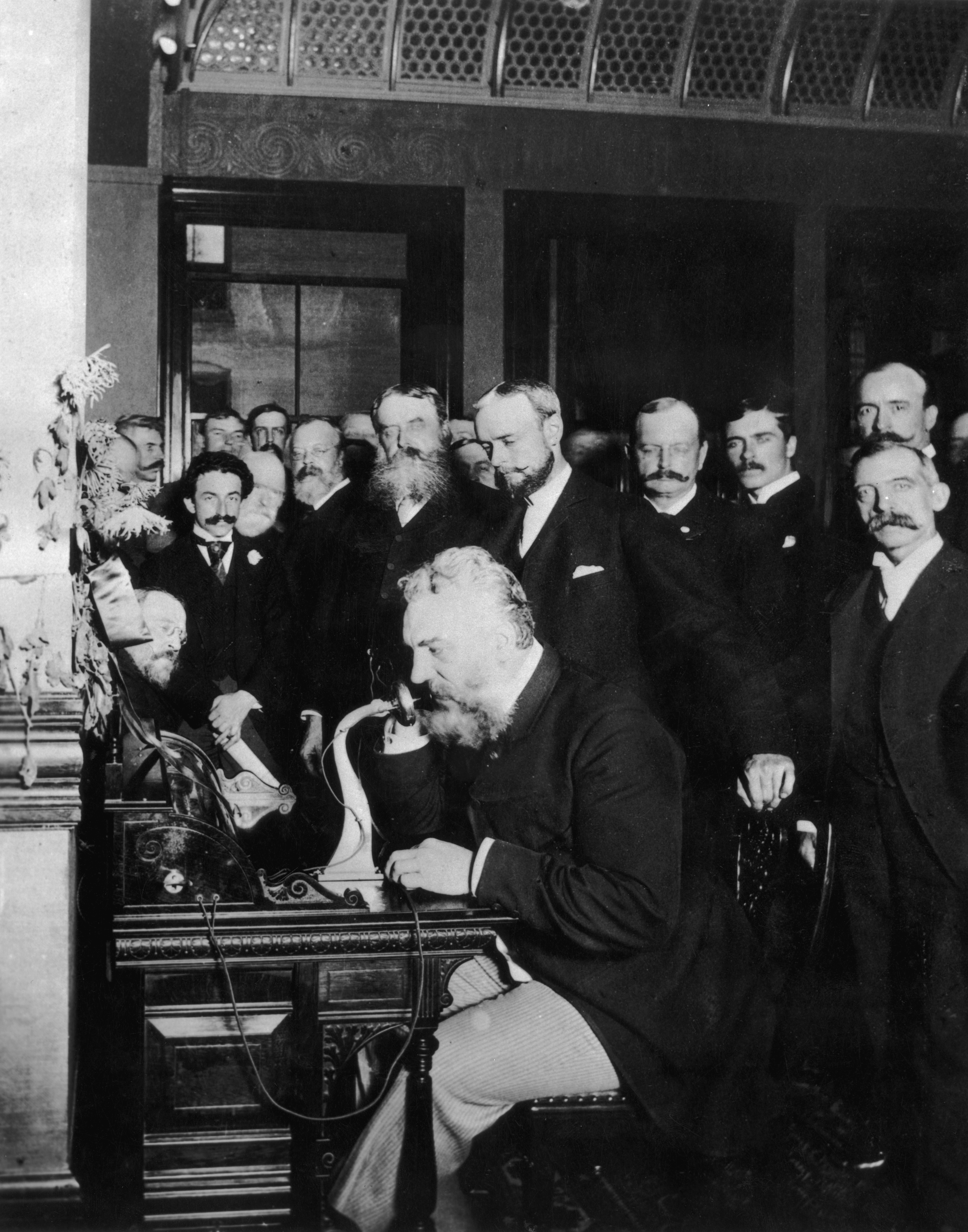
ظهور التلفون لأول مرة على يد المخترع ألكسندر غراهام بيل سنة 1886 (الصورة سنة 1892) وهي اتصال من نيويورك يجريه جراهام بيل بشيكاغو

- 1800 اتحاد مملكة بريطانيا العظمى مع أيرلندا باسم المملكة المتحدة لبريطانيا العظمى وأيرلندا في أول يناير.
- 1800 بعد استيلاء نابليون بونابرت على السلطة كقنصل أول في فرنسا أعاد غزو إيطاليا واحتل ميلانو في يونيو خلال حرب التحالف الثاني.
- 1801 أنهت الهزائم النمساوية في أيطاليا حرب التحالف الثاني بمعاهدة لونيفيل في فبراير حيث اعترفت النمسا بسيادة فرنسا على شمال إيطاليا ماعدا البندقية التي احتفظت بها النمسا كما اعترفت بالحماية الفرنسية على الجمهورية الباتافية وجمهورية هيلفيتيا.
- 1801 اغتيال القيصر الروسي بافل الأول في مارس وخلفه ابنه القيصر ألكسندر الأول.
- 1801 أجبرت المملكة المتحدة لبريطانيا العظمى وأيرلندا القوات الفرنسية المتبقية في مصر على الاستسلام والجلاء عن مصر في سبتمبر.
- 1802 وقعت المملكة المتحدة لبريطانيا العظمى وأيرلندا والجمهورية الفرنسية الأولى معاهدة أميان في مارس والتي اعترفت فيها بريطانيا بالجمهورية الفرنسية.
- 1803 لم ترضي معاهدة أميان كلا الطرفين واتهم كل منهم الآخر بانتهاك المعاهدة حيث تدخل نابليون في انتخابات الجمهورية الباتافية في هولندا وانتخب رئيس جمهورية إيطاليا النابوليونية ورفضت المملكة المتحدة التخلي عن جزيرة مالطا الاستراتجية فلم تستمر المعاهدة أكثر من عام حتى أعلنت المملكة المتحدة الحرب على الجمهورية الفرنسية.
- 1803 تحالف النمسا والبرتغال وروسيا مع المملكة المتحدة لبريطانيا العظمى وأيرلندا ضد الجمهورية الفرنسية في حرب التحالف الثالث.
- 1804 استقلال هايتي عن الجمهورية الفرنسية بعد نجاح الثورة الهايتية في يناير لتصبح أقدم جمهورية سوداء في العالم وثانية الدول المستقلة في نصف الكرة الغربي.
- 1804 أعلن نابليون بونابرت نفسه إمبراطوراً لالإمبراطورية الفرنسية في مايو ورد فرانتس الثاني (إمبراطور روماني مقدس) بإعلان نفسه إمبراطور الإمبراطورية النمساوية التي خلفت ما تبقى من الإمبراطورية الرومانية المقدسة في أراضي النمسا.
- 1805 إعلان تأسيس مملكة إيطاليا النابوليونية بدلا من الجمهورية وتوج نابليون بونابرت ملكا لها في مارس.
- 1805 بدأت الإمبراطورية النمساوية الأعمال العدائية حيث قام جيش النمسا بغزو مملكة بافاريا المتحالفة مع الإمبراطورية الفرنسية في أغسطس فداهم الجيش الفرنسي الجيش النمساوي وأجبره على الانسحاب والعودة إلى بوهيميا.
- 1805 انضم الجيش الروسي إلى الجيش النمساوي ليقابل الجيش الفرنسي في معركة أوسترليتز في ديسمبر حيث استطاع الجيش الفرنسي دحر قوات التحالف الروسي النمساوي دخلت قوات نابليون العاصمة النمساوية فيينا.
- 1805 لقى الأسطول الفرنسي هزيمة من اسطول بريطاني بقيادة هوراشيو نيلسون في معركة طرف الغار في أكتوبر وبرغم سقوط نلسون صريعا إلا أن الأسطول الفرنسي الإسباني خرج من المعركة شبه مدمر.
- 1806 أنهت معركة أوسترليتز حرب التحالف الثالث بتوقيع صلح برسبورغ الذي قضى نهائيا على الإمبراطورية الرومانية المقدسة وولادة اتحاد الراين الذي ضم الولايات الألمانية الأكثر أهمية تحت كيان واحد تحكمه فرنسا وأجبرت النمسا على التخلي عن البندقية لمملكة إيطاليا النابوليونية وعن تيرول لمملكة بافاريا.
- 1806 شكل اتحاد الراين حائط صد ضد هجمات الإمبراطورية الروسية من جهة الشرق كما تربع نابليون على عرش مملكة إيطاليا النابوليونية ونصب أخاه لويس بونابرت على عرش مملكة هولندا واخيه جوزيف بونابرت علي مملكة نابولي.
- 1806 قرر فريدرش فيلهلم الثالث ملك بروسيا الاشتراك في حرب التحالف الرابع مع المملكة المتحدة والإمبراطورية الروسية والسويد ضد الإمبراطورية الفرنسية فقام بغزو ساكسونيا في أغسطس فواجه الجيش الفرنسي الجيش البروسي وألحق به هزيمة منكرة ودخل نابليون برلين.
- 1807 انسحب الجيش البروسي شرقا لينضم للجيش الروسي حيث تمكن الجيش الفرنسي بالحاق هزيمة ساحقة بالجيشان الروسي والبروسي في معركة فريدلند في يونيو.
- 1807 انتهت حرب التحالف الرابع بتوقيع معاهدات تيليست الأولى مع الإمبراطورية الروسية التي أطلق يدها لاحتلال فنلندا وضمها من السويد مقابل حصول فرنسا على الساحل الدلماسي والجزر الايونية. والثانية مع مملكة بروسيا التي تنازلت عن كل الأراضي البروسية الواقعة غرب نهر الإلب وإقامة مملكة وستفاليا عليها. وتعيد إلى بولندا كل أراضيها التي استولت عليها في التقسيمات الثلاثة وإقامة دوقية وارسو عليها.
- 1807 فرضت الإمبراطورية الفرنسية الحصار القاري على المملكة المتحدة.
- 1807 لم ينجح الحصار القاري لعدم التزام بعض الدول الأوروبية ومنها البرتغال التي قامت فرنسا باحتلالها في نوفمبر بالاتفاق مع حليفته إسبانيا فغادرت العائلة المالكة البرتغالية لشبونة إلى المستعمرة البرتغالية الكبرى البرازيل.
- 1808 أبقى الإمبراطور نابليون بونابرت جيشه في إسبانيا واجبر كارلوس الرابع ملك اسبانيا على التخلي عن العرش وتوج اخيه جوزيف بونابرت ملكا على اسبانيا في مارس.
- 1808 ثار الشعب الاسباني بدعم بريطاني علىالإمبراطورية الفرنسية ومن ثم تبعه شعب البرتغال في الثورة المسلحة وتمكن الثوار من تحقيق الانتصارات على القوات الفرنسية وكانت هذه الانتفاضة بداية لانتفاضات قومية في جميع أنحاء أوروبا ضد نابليون أدت إلى فشل الحصار القاري.
- 1809 ضمت الإمبراطورية الروسية فنلندا وأصبحت دوقية فنلندا الكبرى تحت الحكم الذاتي بعد انتصار الجيش الروسي على الجيش السويدي في الحرب الفنلندية في سبتمبر.
- 1809 بعد خسارة السويد لفنلندا أدى الاستياء إلى خلع غوستاف الرابع أدولف ملك السويد وانتخاب عمه كارل الثالث عشر.
- 1809 فضت الإمبراطورية النمساوية التحالف مع الإمبراطورية الفرنسية وتحالفت مع المملكة المتحدة في حرب التحالف الخامس في أبريل مستغلة انشغال جيش نابليون في اسبانيا والبرتغال.
- 1809 استطاع الجيش الفرنسي هزيمة الجيش النمساوي واضطرت النمسا لتوقيع معاهدة شونبرون التي أنهت حرب التحالف الخامس وفقدت فيها مذيد من الأراضي.
- 1809 على الرغم من انتهاء حرب التحالف الخامس وعم السلام وسط أوروبا إلا أن المملكة المتحدة وإسبانيا والبرتغال ظلوا في حالة حرب ضد الإمبراطورية الفرنسية في شبه الجزيرة الأيبيرية.
- 1812 لم تلتزم الإمبراطورية الروسية بالحصار القاري مما اعتبره الإمبراطور نابليون بونابرت عملا عدائيا واعد جيشا من مختلف القوميات الاوربية وقام بغزو روسيا في يونيو انسحب الروس إلى داخل أراضيهم الواسعة وتبعهم الجيش الفرنسي حتى دخل موسكو وانتظر عرض القيصر الروسي بالصلح لكنه لم يفعل.
- 1812 اضطر الجيش الفرنسي للانسحاب من موسكو بعد أن بلغت نابليون أنباء مقلقة عن اضطراب الأوضاع في فرنسا. عانى الفرنسيون معاناة كبيرة أثناء انسحابهم من برد الشتاء الروسي القارس والمرض وهجمات الفلاحين القوقاز مما أصاب الجيش الفرنسي بأضرار وخسائر بشرية ومادية جسيمة، لم تُمكنه من النهوض مرة.
- 1813 وجدت الدول الأوروبية الفرصة سانحة للقضاء على نابليون فقررت كل من المملكة المتحدة  وبروسيا والنمسا والسويد وإسبانيا والبرتغال إعلان الحرب على نابليون فيما يعرف بحرب التحالف السادس لكن انتصر عليهم نابليون بونابرت انتصاراً كبيراً في معركة دريسدن في أغسطس.
- 1814 تجمعت جيوش الحلفاء بقوات تفوق جيش نابليون ودارت بينهما معركة لايبزج في فبراير التي مني فيها نابليون بخسارة فادحة ودخلت جيوش الحلفاء باريس فتنازل نابليون عن العرش بدون قيد أو شرط في أبريل. وتولى لويس الثامن عشر حكم فرنسا ونفي نابليون إلى جزيرة إلبا.
- 1814 أنهت معاهدة باريس (1814) التي وقعت في مايو حرب التحالف السادس حيث نصت على إعادة ملكية بوربون الي فرنسا في شخص الملك لويس الثامن عشر. وإجبار فرنسا على الرجوع إلى حدودها عام 1795م. قدمت المعاهدة مسودة للاتفاق النهائي في مؤتمر فيينا.
- 1815 صدرت قرارات مؤتمر فيينا في يونيو التي أعادت رسم الخريطة السياسية للقارة الأوروبية:
- خسارة فرنسا للأراضي التي ضمتها بين عامي 1795- 1810م.
- تمنح الإمبراطورية الروسية أغلب دوقية وارسو على أن تحتفظ دوقية فنلندا الكبرى.
- تمنح مملكة بروسيا جزء من دوقية وارسو ووستفاليا وأراضي شمال الراين وبوميرانيا السويدية و40 ٪ من مملكة ساكسونيا.
- إنشاء اتحاد ألماني من 38 دويلة كانت تشكل بمجملها الإمبراطورية الرومانية المقدسة برئاسة الإمبراطور النمساوي.
- توحيد هولندا وجنوب هولندا (ً بلجيكا) في نظام ملكي دستوري يحكمه ملك من عائلة أورانج. تشكل  المملكة المتحدة الهولندية ودوقية لوكسمبورج اتحاداً شخصياً بحكم آل أورانج حيث تكون لوكسمبورج (فقط) ضمن الاتحاد الألماني.
- الأعتراف باستقلال سويسرا وضمان حيادها.
- نقل السيادة علي النرويج من الدنمارك إلى السويد الأمر الذي أشعل الحركة القومية في النرويج وتشكيل مملكة النرويج وتم الإتفاق على إقامة اتحاد بين السويد والنرويج.
- استعادة النمسا تيرول وسالزبورج  ومقاطعة ترنوبل من روسيا. كما تمنح لومبارديا والبندقية (مملكة لومبارديا فينيشيا) في إيطاليا ودوبروفنيك في دالماسيا ودوقية توسكانا الكبرى ودوقية مودينا ودوقية بارما.
- استعادة الدولة البابوية تحت حكم البابا حدودها السابقة.
- استعادة فيرناندو السابع عرش إسبانيا.
- استعادة فرديناندو الأول عرش نابولي.
- إدانة تجارة الرقيق.
- 1815 هرب نابليون بونابرت من منفاه وعاد ليتربع على عرش فرنسا وحاول استعادة مجده السابق لكنه هزم شر هزيمة في معركة واترلو في بلجيكا في يونيو ونفي إلى جزيرة سانت هيلينا حيث أمضى السنوات الست الأخيرة من حياته.
- 1816 إعلان استقلال الارجنتين عن التاج الاسباني في يوليو بعد انتصار الثوار في حرب الاستقلال الأرجنتينية.
- 1816 توحيد مملكتي نابولي وصقلية باسم مملكة الصقليتين تحت حكم فرديناندو الأول ملك الصقليتين
- 1818 وفاة ملك السويد كارل الثالث عشر في فبراير وخلفه ابنه كارل الرابع عشر يوهان.
- 1818 أعلان استقلال كولومبيا عن التاج الاسباني في ديسمبر بعد نجاح الثورة المسلحة التي قادها سيمون بوليفار وتاسيس جمهورية كولومبيا الكبرى التي تضم  كولومبيا وفنزويلا وإكوادور وبنما  وغيانا.
- 1820 اندلعت الثورة الليبرالية في البرتغال في أغسطس مطالبين بعودة العائلة المالكة من البرازيل وارساء نظام الملكية الدستورية. امتثل الملك البرتغالي جواو السادس لمطالب البرلمان وعاد الي لشبونة تاركا ابنه بيدروا ليدير شؤن البرازيل.
- 1820 اندلعت ثورة اليونانيين في اقليم البيلوبونيز ضد الدولة العثمانية في مارس وأعقبها عدة ثورات في كريت ومقدونيا  واليونان الوسطى وسرعان ما تم قمعها مما دفع اليونانيين لحمل السلاح وإعلان الحرب على الدولة العثمانية.
- 1821 وقع ممثلون عن التاج الإسباني والجنرال المكسيكي أغوستين دي إتوربيدي معاهدة قرطبة لإعلان الاستقلال وتأسيس الامبراطورية المكسيكية الأولى.
- 1821 أعلن مؤتمر أمريكا الوسطى (غواتيمالا  والسلفادور  وهندوراس ونيكاراغوا  وكوستريكا) الذي عقد في مدينة غواتيمالا استقلال أمريكا الوسطى عن إسبانيا في سبتمبر.
- 1822 لم يصمد استقلال دول أمريكا الوسطى لفترة طويلة، سرعان ما عمَّت الفوضى في هذه الدول. صوت المجلس الاستشاري في غواتيمالا لصالح الانضمام إلى أمبراطورية المكسيك في يناير.
- 1822 طالب البرلمان البرتغالي بعودة ولي العهد بيدرو أيضا للبرتغال ولكنه تمرد واعلن انفصاله عن المملكة المتحدة للبرتغال والبرازيل مؤسسا إمبراطورية البرازيل في سبتمبر.
- 1823 تنازل الإمبراطور المكسيكي أغوستين دي إتوربيدي عن السلطة في مارس وعرضت المكسيك على مقاطعات أمريكا الوسطى التي ضمتها سابقاً الحق في تقرير مصيرها.
- 1823 أعلنت دول أمريكا الوسطى الانفصال عن المكسيك في يوليو مؤسسة جمهورية أمريكا الوسطى الاتحادية وعاصمتها جواتيمالا وأنتخب مانويل جوزيه ارسي رئيساً للجمهورية الاتحادية.
- 1823 تم وضع الدستور الجمهوري للمكسيك من قبل جوادالوبي فيكتوريا والذي أصبح أول رئيس  لالجمهورية المكسيكية الأولى في نوفمبر.
- 1824 وفاة لويس الثامن عشر ملك فرنسا في سبتمبر وخلفه أخوه شارل العاشر ملك فرنسا.
- 1825 وفاة فرديناندو الأول ملك الصقليتين في يناير وخلفه ابنه فرانشيسكو الأول ملك الصقليتين.
- 1825 افتتاح أول سكك حديدية بخارية للقاطرات ناقلة الركاب في المملكة المتحدة.
- 1825 أرسل محمد علي باشا والي مصر جيشا لقمع تمرد اليونانيين في فبراير وبحلول نهاية العام أصبح معظم البيلوبونيز تحت السيطرة المصرية.
- 1825 وفاة القيصر الروسي ألكسندر الاول في ديسمبر وخلفه أخوه نيكولاي الأول.
- 1827 قررت القوى العظمى التدخل في حرب الاستقلال اليونانية وأرسلوا أساطيلهم إلى اليونان حيث بدأت معركة نافارين في أكتوبر التي انتهت بتدمير الأسطول العثماني المصري.
- 1827 توجه الاسطول الجزائري لمساندة الأسطول العثماني والمصري ضد القوات البحرية للتحالف ولكنه تحطم تماماً.
- 1828 خرق السلطان العثماني معاهدة أكرمان وأغلق مضيق الدردنيل في وجه السفن الروسية انتقاما للمشاركة الروسية في معركة نافارين فاندلعت الحرب الروسية العثمانية في أبريل.
- 1828 تكبد الجيش العثماني خسائر متلاحقة في الحرب الروسية العثمانية التي انتهت بتوقيع معاهدة أدرنة (1829) في سبتمبر التي أعطت روسيا معظم الساحل الشرقي للبحر الأسود ومدخل الدانوب. وتم السماح لروسيا باحتلال مولدوفيا ووالاشيا كما منحت صربيا الحكم الذاتي.
- 1830 أدت الانقسامات السياسية والإقليمية الداخلية في جمهورية كولومبيا الكبرى إلى انفصال فنزويلا والإكوادور.
- 1830 إعلان فرنسا الحرب على الجزائر ومن ثم احتلالها في يونيو.
- 1830 ثار الشعب الفرنسي على شارل العاشر ملك فرنسا في يوليو وأجبره على التخلي عن العرش وخلفه لويس فيليب الأول.
- 1830 وفاة فرانشيسكو الأول ملك الصقليتين في نوفمبر وخلفه ابنه فرديناندو الثاني ملك الصقليتين.
- 1831 اندلعت الحرب المصرية العثمانية الأولي في أكتوبر بسبب رفض السلطان العثماني محمود الثاني طلب والي مصر محمد علي باشا منحه بلاد الشام كمكافأة لمساعدته خلال حرب الاستقلال اليونانية.
- 1832 الاعتراف بمملكة اليونان كدولة مستقلة في معاهدة القسطنطينية في مايو وتوج أوتو ملك اليونان
- 1833 انتهت الحرب المصرية العثمانية الأولي بانتصار الجيش المصري وسيطرته على سوريا وتقدم شمالا في عمق الأناضول حتى كوتاهية. فتدخلت الدول الأوربية وفرضت اتفاقية كوتاهية في أبريل التي نصت على منح والي مصر محمد علي باشا سوريا وأضنة وتثبيته على مصر  وجزيرة كريت والحجاز في مقابل جلاء الجيش المصري عن باقي بلاد الأناضول.
- 1833 وفاة فيرناندو السابع ملك إسبانيا في سبتمبر وخلفته ابنته إيزابيل الثانية ملكة إسبانيا.
- 1834 وفاة الإمام محمد الشوكاني أحد أبرز علماء أهل السنة والجماعة وفقهائها، ومن كبار علماء اليمن. صاحب كتاب نيل الأوطار ، وكتاب فتح القدير .
- 1835 وفاة امبراطور النمسا فرانتس الأول في مارس وخلفه ابنه فرديناند الأول.
- 1837 وفاة ويليام الرابع ملك المملكة المتحدة في يونيو وخلفته فيكتوريا ملكة المملكة المتحدة التي قامت بتغيير مجموعة من القوانين التي أدت إلى إصدار دستور الشعب.
- 1839 اندلاع الحرب المصرية العثمانية الثانية في يونيو عندما حاولت الدولة العثمانية إعادة السيطرة على الأراضي التي خسرتها امام محمد علي باشا ولكن انتصر الجيش المصري بقبادة ابراهبم باشا على الجيش العثماني الذي أبيد في معركة نسيب وأصبح الطريق إلى إسطنبول مفتوحا.
- 1839 وفاة السلطان العثماني محمود الثاني في يوليو وخلفه ابنه عبد المجيد الأول.
- 1840 تدخلت الدول الاوربية مرة أخرى وأرسلت أساطيلها لوقف التقدم المصري وتم ابرام معاهدة لندن والتي انتهت إلى نصوص مجحفة بمصر لتجريدها من كل الأراضي التي غنمتها من الدولة العثمانية وسحب القوات المصرية كاملة من الشام كله وفرض قيود على الجيش المصري بأن لا يزيد حجمه عن 18 الف مقاتل.
- 1840 إعلان حل جمهورية أمريكا الوسطى الاتحادية وإنشاء جمهوريات مستقلة في كل من السلفادور وجواتيمالا نيكاراجوا وكوستاريكا والهندوراس.
- 1840 وفاة فريدرش فيلهلم الثالث ملك بروسيا في يونيو وخلفه ابنه فريدرش فيلهلم الرابع.
- 1844  ولد محمد احمد بن عبد الله المهدى في لبب إحدى الجزر المجاورة لدنقلا في 1844،
- 1848 وفاة كريستيان الثامن ملك الدنمارك في يناير وخلفه ابنه فريدريك السابع ملك الدنمارك.
- ضربت أوروبا سلسلة من الاضطرابات السياسية في جميع أنحاء القارة الأوروبية. وعُدت من أكثر الموجات الثورية انتشارا في تاريخ أوروبا.
- 1848 اندلعت ثورة في مملكة الصقليتينإلى يناير .
- 1848 اشتعلت ثورة في مملكة سردينيا وأجبرت الانتفاضات في مملكة لومبارديا فينيشيا الجيش النمساوي علي التراجع مما شجع الملك كارلو ألبيرتو ملك سردينيا علي اعلان الحرب علي الإمبراطورية النمساوية لتوحيد إيطاليا حرب الاستقلال الإيطالية الأولى فحقق انتصارات في البداية ولكنة انهزم في الأخير من الجيش النمساوي وتنازل عن عرش مملكة سردينيا لابنه فيكتور ايمانويل الثاني.
- 1848 اندلعت ثورة في فرنسا في فبراير بعد قمع ملتقى سياسي فأنهت الثورة حكم لويس فيليب الأول ملك فرنسا وقادت لإنشاء الجمهورية الفرنسية الثانية وترأسها لويس نابليون  بعد انتخابه في ديسمبر.
- 1848 اندلعت ثورة في جنوب وغرب ألمانيا في مارس قادها الطلبة والمثقفين فطالبوا بالوحدة الوطنية الألمانية وحرية الصحافة وحرية التجمع. ولم تكن الانتفاضات منسقة تنسيقا جيدا فانهزمت الثورة في النهاية أمام الطبقة الأرستقراطية.
- 1848 اندلعت ثورة في المجر في مارس مطالبين بإصلاح سياسي والاتحاد مع ترانسلفانيا. أُجبر امبراطور النمسا فرديناند الأول على التنازل عن العرش في يونيو بعد سلسلة الثورات وخلفه ابن اخيه فرانتس يوزف الأول.
- 1849 استجاب فريدريك السابع ملك الدنمارك لمطالب المواطنين لتجنب ثورات دموية وأصدر دستور بإصلاحات ديمقراطية وأصبحت الدنمارك ملكية دستورية في يونيو.
- 1849 انضم جوزيبي غاريبالدي للحكومة الثورية في روما التي قامت بخلع البابا في يوليو تمكنت قوات الحكومة الثورية من التغلب على القوات الفرنسية في البداية لكن سرعان ما إضطروا للانسحاب في الأخير.
- 1852 أعلن رئيس جمهورية فرنسا لويس نابليون نفسه إمبراطورا باسم نابليون الثالث في ديسمبر.
- وقع الإمبراطور الفرنسي نابليون الثالث وكافور رئيس وزراء مملكة سردينيا تحالفاً سرياً ضد الإمبراطورية النمساوية تتعهد فرنسا بموجبه بمساعدة سردينيا في القتال ضد النمسا مقابل تتنازل سردينيا عن  نيس وسافوي لفرنسا.
- 1853 اندلعت حرب القرم بين الإمبراطورية الروسية والدولة العثمانية في أكتوبر نتيجة أطماع روسيا في الدولة العثمانية الضعيفة خاصة في شبه جزيرة القرم.
- 1855 وفاة القيصر الروسي نيكولاي الأول في مارس وخلفه ابنه ألكسندر الثاني.
- 1856 تدخل المملكة المتحدة والإمبراطورية الفرنسية ومملكة سردينيا إلى جانب الدولة العثمانية خوفا من الأطماع الروسية في أوروبا وانتهت حرب القرم في مارس بهزيمة روسيا وعقد مؤتمر باريس لصنع السلام.
- 1856 أقر مؤتمر باريس الاستقلال الذاتي لكل من ولايتي الأفلاق والبغدان ضمن الدولة العثمانية واحتفاظ العثمانيون بحق حماية الأراضي الصربية وأن يتم احترام استقلال الدولة العثمانية وعدم التدخل في شؤونها الداخلية مقابل تعهدها بتحسين أحوال الرعايا المسيحيين في البلقان.
- 1858 اندلاع الثورة في الهند واختاروا السلطان بهادر شاه الثاني قائدًا عامًا للثورة في مايو لكن تمكن جيش المملكة المتحدة من سحق الثورة والقبض على بهادر شاه وعائلته ونفيه. أصدرت فكتوريا ملكة المملكة المتحدة في نوفمبر أمر بنقل حكم الهند من يد شركة الهند الشرقية البريطانية إلى حكومة المملكة وبذلك دخلت الهند رسميًا ضمن مستعمرات التاج البريطاني.
- 1859 بدأت حرب الاستقلال الإيطالية الثانية بين الإمبراطورية النمساوية ومملكة سردينيا في أبريل بالتالي جرت الإمبراطورية الفرنسية إلى الصراع حيث تمكن جيش سردينيا وفرنسا من هزيمة الجيش النمساوي في يونيو.
- 1859 انتهت حرب الاستقلال الإيطالية الثانية بمعاهدة زيوريخ التي تنازلت فيها الإمبراطورية النمساوية عن لومبارديا
- 1860 توحدت دوقيات توسكانا وبارما ومودينا والمفوضيات البابوية ضمن المقاطعات المتحدة في إيطاليا الوسطى وانضموا إلى مملكة سردينيا بتشجيع من المملكة المتحدة وبذلك شملت مملكة سردينيا معظم شمال ووسط إيطاليا في مارس.
- 1860 سار جوزيبي غاريبالدي في حملة الألف من المتطوعين إلى صقلية وانضم إليه جماعات المتمردين وتمكن من الاستيلاء على صقلية وأعلن نفسه ديكتاتور على صقلية تحت حكم الملك فيكتور ايمانويل الثاني في مايو.
- 1860 انتقل جوزيبي غاريبالدي إلى البر الرئيسي حيث تمكن من السيطرة على نابولي في سبتمبر وأعلن عن نيته إعلان مملكة إيطاليا الموحدة من روما عاصمة البابا بيوس التاسع الذي اعتبر هذا الأمر بمثابة تهديد للكنيسة الكاثوليكية وهدد بحرمان من يساندون هذا الأمر.
- 1861 أعلن فيكتور ايمانويل الثاني ملكاً على إيطاليا في مارس وعاصمتها روما رغم أنها لم تكن حينها ضمن الدولة الجديدة حيث بقي على توحيد إيطاليا روما والبندقية.
- 1861 وفاة فريدرش فيلهلم الرابع ملك بروسيا في يناير وخلفه أخوه فيلهلم الأول الذي عين أوتو فون بسمارك مستشاراً الذي خطط لتحقيق الوحدة الألمانية بالحديد والدم.
- 1861 اندلعت الحرب الأهلية الأمريكية في أبريل حيث أعلنت أحد عشر ولاية جنوبية انفصالها عن الولايات المتحدة وتشكيل الولايات الكونفدرالية الأمريكية بسبب رفضها قوانين تحرير العبيد.
- 1861 وفاة السلطان العثماني عبد المجيد الأول في يونيو وخلفه اخيه عبد العزيز الأول
- 1863 أسس هنري دونان الصليب الأحمر في جنيف سويسر في فبراير.
- 1863 عُزل أوتو ملك اليونان واختارت الجمعية الوطنية اليونانية جورج الأول ملك اليونان في مارس.
- 1864 تحالفت مملكة بروسيا والإمبراطورية النمساوية في حرب الدوقيات الدانماركية ضد الدنمارك لحيازة دوقيتي شلسفيغ وهولشتاين انتهت الحرب بسرعة لصالح التحالف النمساوي البروسي.
- 1865 انتهت الحرب الأهلية الأمريكية باستسلام جميع الجيوش الكونفدرالية وحل الولايات الكونفدرالية الأمريكية.
- 1866 تنازعت مملكة بروسيا والإمبراطورية النمساوية على قيادة الدويلات الألمانية أندلعت الحرب النمساوية البروسية فأعلنت مملكة إيطاليا الحرب على النمسا حرب الاستقلال الإيطالية الثالثة لضم البندقية في يونيو.
- 1866 بعد انتصار مملكة بروسيا على الإمبراطورية النمساوية انتهت الحرب النمساوية البروسية بصلح براغ في يوليو الذي نص على اعطاء الدوقيتين لبروسيا وحل الاتحاد الألماني وحل محله جزئياً الاتحاد الألماني الشمالي الذي وحد الدويلات الألمانية الشمالية مستبعدا النمسا والدويلات الألمانية الجنوبية.
- 1866 بعد هزيمة الإمبراطورية النمساوية في الحرب النمساوية البروسية تنازلت عن البندقية (فينسيا) لإيطاليا بموجب معاهدة فيينا في أكتوبر.
- 1867 بعد هزيمة الإمبراطورية النمساوية في الحرب النمساوية البروسية استؤنفت المفاوضات لتسوية الأوضاع مع المجر وتم توقيع تفاهم قسم الإمبراطورية إلى كيانين منفصلين إمبراطورية النمسا ومملكة المجر المتحدتان سياسيا باسم الإمبراطورية النمساوية المجرية.
- 1868 اندلعت الثورة المجيدة في إسبانيا بانتفاضة عسكرية ساندها عناصر مدنية أطاحت بإيزابيل الثانية ملكة إسبانيا في سبتمبر وتأسيس حكومة انتقالية برئاسة الجنرال سيرانو التي اعتمدت الدستور الليبرالي فعيَن الجنرال سيرانو وصيا على العرش حتى إيجاد ملك مناسب للبلاد.
- 1870 اقترح المستشار الألماني أوتو فون بسمارك الأمير ليوبوردو من آل هوهنتسولرن ولكن رفضت فرنسا الاقتراح مما تسبب في اشتعال الأزمة واندلاع الحرب الفرنسية البروسية في يوليو.
- 1870 حققت مملكة بروسيا انتصارات حاسمة في شرق فرنسا بلغت ذروتها في حصار ميتز ومعركة سيدان حيث هزم الجيش البروسي جيش الإمبراطورية الفرنسية وأسر الإمبراطور نابليون الثالث.
- 1870 أعلنت حكومة الدفاع الوطني الفرنسية قيام الجمهورية الفرنسية الثالثة في سبتمبر واستمرت في الحرب لخمسة أشهر أخرى قاتلت القوات البروسية حتي هُزمت الجيوش الفرنسية في شمال فرنسا.
- 1871 بعد حصار باريس سقطت العاصمة في يناير ومن قصر فرساي بباريس أعلنت الولايات الألمانية تأسيس الإمبراطورية الألمانية تحت حكم فيلهلم الأول ملك بروسيا موحدين ألمانيا أخيراً كدولة قومية.
- 1871 انتخاب أدولف تيير كرئيس لجمهورية فرنسا في فبراير.
- 1871 قامت انتفاضة ثورية تسمى كومونة باريس استولت على السلطة في العاصمة لشهرين حتى قام الجيش الفرنسي بقمعها دموياً في نهاية مايو.
- 1871 استغل الملك الإيطالي فيكتور ايمانويل الثاني انشغال فرنسا بالحرب مع بروسيا ورفع الحماية الفرنسية عن روما وارسل جيشا حاصر روما حتى تمكن من اقتحامها بعد معارضة رمزية وانتقلت العاصمة الايطالية رسميًا من فلورنسا إلى روما في يوليو.
- 1873 اختيار ابن ملك إيطاليا فيكتور إيمانويل ليكون ملكا لإسبانيا باسم أماديو الأول في ديسمبر.
- 1873 استقال رئيس جمهورية فرنسا أدولف تيير في مايو وانتخب خلفه الماريشال باتريس دو مكماهون.
- 1874 تنازل الملك أماديو الأول عن عرش إسبانيا في فبراير نتيجة الحروب الاهلية مابين الملكيين والجمهوريين. وأعلان الجمهورية الإسبانية الأولى انتخب استانيسلاو فيجويراس أول رئيس للجمهورية الاتحادية الإسبانية.
- 1874 أعلن الجنرال كامبوس عن انقلاب عسكري في اسبانيا وعودة نظام بوربون الملكي في شخص ابن الملكة السابقة إيزابيل الثانية في ديسمبر باسم ألفونسو الثاني عشر ملك إسبانيا.
- 1875 عانت الدولة العثمانية من ضائقة مالية وأعلنت إفلاسها وتخلفت عن سداد ديوانها للدول الأوروبية.
- 1876 خلع السلطان العثماني عبد العزيز الأول في مايو نتيجة الأزمات السياسية والأقتصادية وخلفه ابن اخيه مراد الخامس الذي لم يستمر على عرش السلطنة أكثر من ثلاث شهور لإصابته بالجنون وخلفه أخوه عبد الحميد الثاني في أغسطس.
- 1876 تجددت الثورة في البوسنة والهرسك وبلغاريا والصرب والجبل الأسود فاندلعت الحرب بين هذه الدول والدولة العثمانية التي استطاعت الانتصار ووصلت إلى مشارف بلغراد غير أن تدخل أوروبا أوقف الحرب وعقد مؤتمر ترسانة الذي فشل في التوصل لحل بين الدولة العثمانية والصرب في نوفمبر.
- 1877 نتيجة لفشل مؤتمر ترسانة اندلعت الحرب الروسية العثمانية في أبريل فاحتلت الإمبراطورية الروسيةالأفلاق والبغدان وبلغاريا ووصلت  أدرنة وأصبحت على مشارف إسطنبول.
- 1877 عادت الصرب والجبل الأسود لتعلن الحرب على الدولة العثمانية فاضطرت الأخيرة إلى طلب الصلح وأبرمت معاهدة سان ستيفانو مع الإمبراطورية الروسية التي نصت على استقلال الصرب والجبل الاسود ورومانيا واستقلال ذاتي لبلغاريا وفتح مضايق البوسفور والدردنيل لروسيا وقت السلم والحرب.
- 1878 رفضت الدول الأوروبية معاهدة سان ستيفانو خشية التمدد الروسي في أوروبا وانعقد مؤتمر برلين برئاسة المستشار الألماني أوتو فون بسمارك في يوليو الذي أعاد للعثمانيين الأراضي التي منحت لبلغاريا لبلغاريا وأبرزها  مقدونيا واعترف المؤتمر رسميا باستقلال الجبل الأسود وصربيا و رومانيا.
- 1879 انتخب جول كريفي رئيسا لجمهورية فرنسا في يناير خلفا لباتريس دو مكماهون.
- 1881 وفاة القيصر الروسي ألكسندر الثاني في مارس وخلفه ابنه ألكسندر الثالث.
- 1882 - 1892 معركة الحرشاء حيث حدثت بين عامي 1882 و1892 في إقليم الحجاز في شبه الجزيرة العربية.
- 1885 وفاة ألفونسو الثاني عشر ملك إسبانيا في نوفمبر وخلفه ابنه ألفونسو الثالث عشر ملك إسبانيا.
- 1887 انتخب سعدي كارنو رئيسا لجمهورية فرنسا في ديسمبر خلفا لجول كريفي.
- 1888 وفاة قيصر ألمانيا فيلهلم الأول في مارس وخلفه ابنه فريدرش الثالث الذي توفي بعد ثلاثة أشهر ليخلفه ابنه فيلهلم الثاني.
- 1894 أُغتيل الرئيس الفرنسي سعدي كارنو في يونيو وانتخب خلفه جان كازيمير بيرييه.
- 1894 وفاة القيصر الروسي ألكسندر الثالث في أكتوبر وخلفه ابنه نيقولا الثاني.
- 1894 اندلاع الحرب الصينية اليابانية الأولى في يوليو بسبب الصراع علي النفوذ في مملكة جوسون الكورية.
- 1894 وفاة السلطان المغربي الحسن الأول، وتولى إبنه مولاي عبد العزيز العرش.
- 1894 إحياء الألعاب الأولمبية بعد اندثارها سنة 339م. وتعود المبادرة للفرنسي بيير دي كوبرتين.
- 1895 انتهت الحرب الصينية اليابانية الأولى بانتصار الإمبراطورية اليابانية وإبرام معاهدة شيمونوسيكي في أبريل التي نصت على اعتراف الصين باستقلال كوريا وتنازل الصين عن تايوان وبسكادورز لليابان.
- 1897 تغيير اسم مملكة جوسون إلى الإمبراطورية الكورية.

## الحروب

### الحروب النابليونية
كانت الحروب النابليونية عبارة عن سلسلة من الصراعات الكبرى التي دارت رحاها من عام 1803 حتى 1815. ووضعت هذه الحروب الإمبراطورية الفرنسية مع حلفائها بقيادة نابليون بونابرت في وجه مجموعة من القوى الأوروبية المتذبذبة ضمن تحالفاتٍ عدة والتي غالباً ما قادتها المملكة المتحدة وعملت على إمدادها وتزويدها بالعتاد والأموال. ونشبت هذه الحروب بسبب النزاعات العالقة المرتبطة بالثورة الفرنسية والصراعات الناتجة عنها. وتُصنَّف الحروب النابليونية في الغالب إلى خمسة صراعات وسمي كل صراع منها نسبةً إلى التحالفات التي تشكلت لمحاربة نابليون وهي: التحالف الثالث (1805) والرابع (1806–1807) والخامس (1809) والسادس (1813) والمئة يوم (1815).
نصَّبَ نابليون نفسه إمبراطوراً على فرنسا عام 1804، واستطاع إلحاق هزائم فادحة بالجيش النمساوي-الروسي في معركة أوسترليتز. يمثَّل الغزو الفرنسي لروسيا نقطة تحول في الحروب النابليونية.
يتنازل نابليون عن الحكم عام 1815 ويُنفى إلى جزيرة إلبا. ولكنه يتمكن من الفرار لاحقاً، ويشن حرب المئة يوم قبل هزيمته في معركة واترلو، ويُنفى هذه المرة إلى جزيرة سانت هيلينا.
- 1806: تفكك الإمبراطورية الرومانية المقدسة نتيجةً لصلح برسبورغ.
- 1815: مؤتمر فيينا يعيد رسم الخارطة الأوروبية. وتطغى المُحافظة والانفعالية على كامل أوروبا.[4] حاول تناغم أوروبا الحفاظ على هذه التسوية، ولكن عملت قوى الليبرالية والوطنية على توجيه سير هذه التغيرات الكبيرة. وتنذر هذه الفترة ببدأ حقبة السلام البريطاني والتي دامت حتى عام 1914.

### حركات الاستقلال بأمريكا اللاتينية
نالت معظم بلدان أمريكا الوسطى وأمريكا الجنوبية استقلالها عن القوى الاستعمارية خلال القرن التاسع عشر. كانت حرب الاستقلال المكسيكية صراعاً طويل الأمد استمر لعقدٍ من الزمن انتهى بإعلان المكسيك استقلالها عام 1821، ونالت معظم بلدان أمريكا الجنوبية الناطقة بالإسبانية استقلالها على ذات المنوال. وأدى انتقال العائلة المالكة البرتغالية إلى البرازيل (من عام 1808 حتى 1821) على أثر الحروب النابليونية إلى احتفاظ البرازيل بملكٍ منفصل عن البرتغال.
تفككت كولومبيا الكبرى عام 1830 ليحل محلها كولومبيا (والتي اشتملت على بنما) والإكوادور وفنزويلا.
- 1804: استقلت هاييتي عن فرنسا بعد قيام الثورة الهايتية لتصبح أول جمهورية يحكمها السود.
- 1838–1840: أدى اندلاع حرب أهلية في جمهورية أمريكا الوسطى الاتحادية إلى انحلالها وقيام غواتيمالا والسلفادور وهندوراس ونيكاراغوا وكوستاريكا.

### تحرير العبيد والحرب الأهلية الأمريكية
أحرزت حركة تحرير العبيد هدفها المنشود في القرن التاسع عشر، حيث أُلغيت تجارة العبيد عبر الأطلنطي عام 1808 وحظرت جميع الحكومات تقريباً العبودية بحلول نهاية القرن. وحظر قانون إلغاء العبودية لسنة 1833 العبودية في جميع أرجاء الإمبراطورية البريطانية، وألغى ما يُعرف بالقانون الذهبي العبودية في البرازيل عام 1888.
اندلعت الحرب الأهلية الأمريكية من عام 1861 حتى 1865. حيث أعلنت أحد عشر ولاية جنوبية انفصالها عن الولايات المتحدة، ويرجع سبب انفصالها إلى حد كبير بسبب اختلافها في الآراء حول قضايا مرتبطة بالعبودية. أصدر الرئيس أبراهام لينكون إعلان تحرير العبيد عام 1863. وأصدر لينكون تحذيراً تمهيدي بتاريخ 22 سبتمبر عام 1862 مفاده يلزم جميع الولايات التي ما زالت متمردة (الولايات الكونفدرالية) إعلان تحرير عبيدهم.

### حرب القرم
هي حرب قامت بين الإمبراطورية الروسية وتحالف عسكري ضم الإمبراطورية البريطانية ومملكة سردينيا والإمبراطورية الفرنسية الثانية والدولة العثمانية وإيالاتها وهي مصر وتونس اندلعت 4 أكتوبر 1853م واستمرت حتى 1856م، والتي كان سببها أطماع روسيا في أراضي الدولة العثمانية والتي بدأت بشبه جزيرة القرم التي كانت مسرحا للحروب والصراعات بين الإمبراطوريتين، وأسفرت في 30 مارس 1856م عن هزيمة الروس وتوقيع اتفاقية باريس.

## الأدب

### الأدب الرومانسي

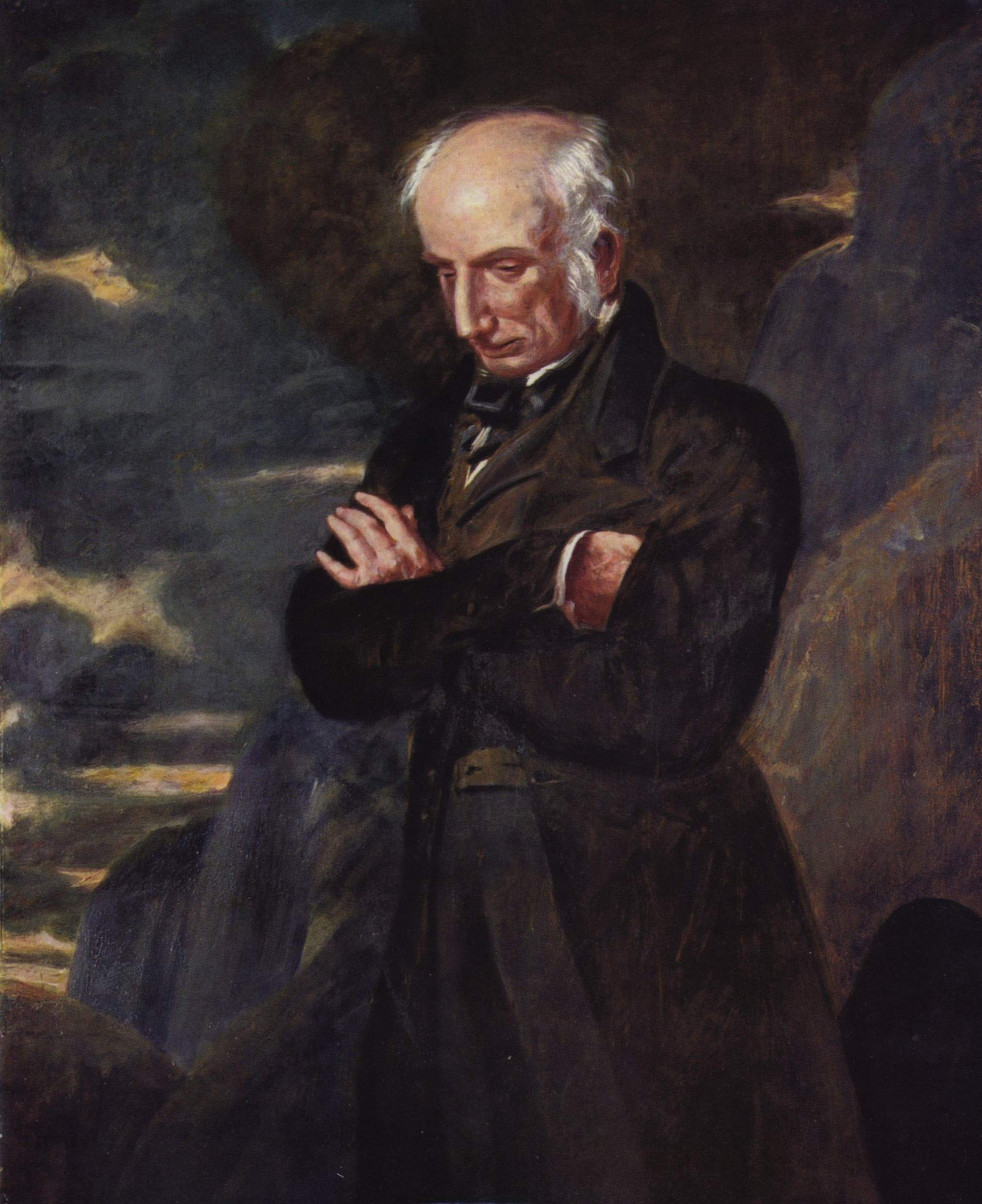
الشاعر الإنجليزي ويليام ووردزوورث.

كانت الرومانسية جزئيًا كرد فعل للثورة الصناعية، وللمعايير الاجتماعية والسياسية الأرستقراطية لعصر التنوير، والعقلنة العلمية للطبيعة. تم تجسيدها بقوة في الفنون المرئية والموسيقى والأدب، ولكن كان لها تأثير كبير على التأريخ، والتعليم، والعلوم الاجتماعية، والعلوم الطبيعية. كان لها تأثير كبير ومعقد على السياسة، حيث أثر المفكرون الرومانسيون على الليبرالية والراديكالية والمحافظة والقومية. في النصف الثاني من القرن التاسع عشر، تم تقديم الواقعية كنقيض قطبي للرومانسية. ارتبط تراجع الرومانسية خلال هذا الوقت بعمليات متعددة، بما في ذلك التغيرات الاجتماعية والسياسية وانتشار القومية.
وجدت الرومانسية موضوعات متكررة في استحضار أو نقد الماضي، وعبادة «المشاعر» بتركيزها على النساء والأطفال، والعزلة، واحترام الطبيعة. علاوة على ذلك، استند العديد من المؤلفين الرومانسيين، مثل إدغار آلان بو وناثانيال هاوثورن، في كتاباتهم إلى علم النفس البشري الخارق / الغامض. تميل الرومانسية إلى اعتبار الهجاء شيئًا لا يستحق الاهتمام الجاد، ولا يزال التحيز مؤثرًا حتى اليوم. الحركة الرومانسية في الأدب سبقها عصر التنوير وأعقبتها الواقعية.
يستشهد بعض المؤلفين بشاعرة القرن السادس عشر إيزابيلا دي مورا باعتبارها شاعرة مبكرة للأدب الرومانسي. تعتبر كلماتها التي تغطي موضوعات العزلة والوحدة، والتي عكست الأحداث المأساوية في حياتها، «تصورًا مسبقًا مثيرًا للإعجاب للرومانسية».
نُشرت ليريكال بالادز في بداية القرن التاسع عشر، وهي من كتابة ووردزوورث وكوليردج، اعتبرت بشكل عام بداية الحركة الرومانسية في الأدب الإنجليزية. تعتبر مقدمة إلى الليريكال بالادز بيان واقعي لمبادئ للحركة الرومانسية.
تعود بوادر الرومانسية في الشعر إلى منتصف القرن الثامن عشر، بما في ذلك شخصيات مثل جوزيف وارتون وشقيقه توماس وارتون، أستاذ الشعر في جامعة أكسفورد. أكد جوزيف أن الاختراع والخيال هما الصفات الرئيسية للشاعر. أثر الشاعر الإسكتلندي جيمس ماكفيرسون على التطور المبكر للرومانسية من خلال النجاح الدولي لدورة قصائده الأوسيانية، وألهمت كل من يوهان غوته والشاب والتر سكوت. يعتبر توماس شاترتون بشكل عام أول شاعر رومانسي إنجليزي. اشتمل كل من أعمال شاترتون وماكفيرسون على عناصر من الاحتيال؛ إذ زعموا أن كتاباتهم هم أدبيات سابقة اكتشفوها أو جمعوها. بدأ في القرن التاسع عشر ظهور الرواية القوطية، كانت مقدمة مهمة لسلالة أدبية من الرومانسية، تقنياتعا كانت مع بهجة في الرعب والتهديد، وأماكن خلابة غريبة، بها إحياء مبكر للعمارة القوطية.
يُعَد أبرز كتاب الرومانسية هم ويليام ووردزوورث، وصامويل تايلر كولريدج، وجون كيتس، وبيرسي بيش شيلي، وجورج غوردن بايرون، وويليام بليك، وماري شيلي، وروبرت بارنز، وروبرت ساوذي، ويوهان غوته، ورالف والدو إمرسون.

### الأدب الفيكتوري
أصبحت الملكة فيكتوريا ملكة بريطانيا عام 1837، واستمر حكمها الذي يعتبر الأطول في تاريخ إنجلترا حتى عام 1901، وتعرف هذه الفترة بالعصر الفيكتوري.
شهد العصر الفيكتوري تغيرًا كبيرًا في الاقتصاد وعلم الاجتماع والسياسة، حيث بلغت الإمبراطورية البريطانية ذروتها، غطت حوالي ربع الكرة الأرضية. توسعت التجارة والصناعة بسرعة، وقطعت السكك الحديدية والممرات المائية طول البلاد وعرضها. تقدم العلم والتكنولوجيا، ونمت الطبقة الوسطى بشكل هائل. ازداد عدد المثقفين في خمسينيات القرن التاسع عشر الميلادي. بالإضافة إلى ذلك، أدخلت الحكومة إصلاحات ديمقراطية مما سمح لمزيد من الناس بالتصويت.
أدت شعبية القصيدة إلى تسليط الضوء على القضايا الاجتماعية والسياسية الهامة في ذلك الوقت، مع تعزيز قضايا النسوية أيضًا - مما عزز مكانة الامرأة كشاعرة ناجحة ومعروفة في عالم يهيمن عليه الذكور. استخدم ديكنز الفكاهة ونبرة ودودة أثناء معالجة المشاكل الاجتماعية. استخدم هاردي رواياته للتشكيك في الدين والبنى الاجتماعية.

#### روايات الأدب الفيكتوري
تشارلز ديكنز هو أشهر روائي في العصر الفيكتوري. مع استخدامه التوصيف القوي في كتاباته، أصبح ديكنز مشهورًا بشكل غير عادي في عصره ولا يزال أحد أكثر المؤلفين شهرة وقراءة في العالم. حققت روايته الأولى، مذكرات بيكويك (1836-1837)، التي كتبها عندما كان في الخامسة والعشرين، نجاحًا بين عشية وضحاها، وبيعت جميع أعماله اللاحقة بشكل جيد للغاية. الكوميديا في روايته الأولى لها ميزة ساخرة وهذا يعم كتاباته. عمل ديكنز بجد وبكثافة لإنتاج الكتابات المسلية التي يريدها الجمهور، ولكن أيضًا لتقديم تعليقات على المشكلات الاجتماعية ومحنة الفقراء والمضطهدين.
كان وليم ثاكري المنافس العظيم لديكنز في النصف الأول من عهد الملكة فيكتوريا. بأسلوب مشابه ولكن بنظرة ساخرة لاذعة وشائكة إلى حد ما عن شخصياته، كان يميل أيضًا إلى تصوير مجتمع من الطبقة الوسطى أكثر مما فعل ديكنز.
أنتج كل من آن وشارلوت وإيميلي برونتي أعمالًا بارزة في تلك الفترة، على الرغم من عدم تقدير النقاد الفيكتوريين لهذه الأعمال على الفور. في وقت لاحق من هذه الفترة، نشرت جورج إليوت عدة روايات تحت اسم مذكر مستعار. ومن الروائيين البارزين الآخرين في العصر الفيكتوري إليزابيث غاسكل (1810-1865) وأنتوني ترولوب (1815-1882) وجورج ميريديث (1828-1909).

#### الشعر في الأدب الفيكتوري
كان روبرت براوننج (1812-1889) وألفريد تينيسون (1809-1892) من الشعراء البارزين في عصر فيكتوريا. كتب توماس هاردي الشعر طوال حياته، لكنه لم ينشر مجموعة شعر حتى عام 1898. جيرارد مانلي هوبكنز (1844-1889)، الذي نُشر شعره بعد وفاته عام 1918. يُعتبر ألغيرنون تشارلز سوينبورن (1837–1909) أيضًا شخصية أدبية مهمة في تلك الفترة، لا سيما أشعاره وكتاباته النقدية. تم نشر الشعر المبكر لـ ويليام بتلر ييتس أيضًا في عهد فيكتوريا. فيما يتعلق بالمسرح، لم يتم إنتاج أي أعمال مهمة حتى العقود الأخيرة من القرن التاسع عشر. بدأ ذلك من خلال مسرحيات جيلبرت وسوليفان الكوميدية، منذ سبعينيات القرن التاسع عشر، ومسرحيات مختلفة لجورج برنارد شو (1856-1950) في تسعينيات القرن التاسع عشر، وأوسكار وايلد.

## العلوم والتكنولوجيا

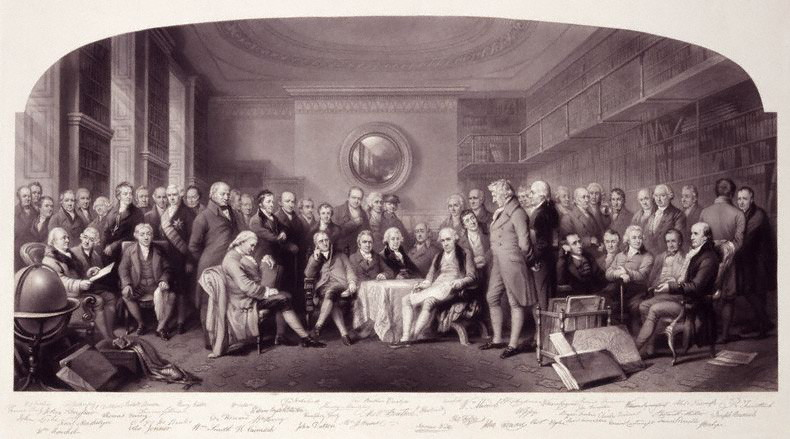
رجال العلم المتميزون في القرن التاسع عشر.

شهد القرن التاسع عشر ولادة العلم كمهنة. صاغ وليام ويلي مصطلح عالم في عام 1833، والذي سرعان ما حل محل المصطلح القديم «فلسفة الطبيعة». من بين الأفكار الأكثر تأثيرًا في القرن التاسع عشر كانت أفكار تشارلز داروين (جنبًا إلى جنب مع الأبحاث المستقلة لألفريد راسل والاس) الذي نشر في عام 1859 كتاب أصل الأنواع، والذي قدم فكرة التطور عن طريق الانتقاء الطبيعي. معلم مهم آخر في الطب والبيولوجيا كان الجهود الناجحة لإثبات نظرية جرثومة المرض. بعد ذلك، صنع لويس باستور أول لقاح ضد داء الكلب، كما حقق العديد من الاكتشافات في مجال الكيمياء، بما في ذلك عدم تناسق البلورات. في الكيمياء، أنشأ ديمتري مندليف، باتباع النظرية الذرية لجون دالتون، أول جدول دوري للعناصر. في الفيزياء، أدت التجارب والنظريات والاكتشافات لمايكل فاراداي وأندريه ماري أمبير وجيمس كلارك ماكسويل ومعاصروهم إلى إنشاء الكهرومغناطيسية كفرع جديد من العلوم. أدت الديناميكا الحرارية إلى فهم الحرارة وتم تعريف مفهوم الطاقة. في علم الفلك، تم اكتشاف كوكب نبتون. في الرياضيات، نضجت فكرة الأعداد المركبة أخيرًا وأدت إلى نظرية تحليلية لاحقة؛ بدأوا أيضًا في استخدام الأعداد العقدية الفائقة. أجرى كارل فايرشتراس وآخرون عملية حسابية للتحليل لوظائف المتغيرات الحقيقية والمعقدة. شهد أيضًا ارتفاعًا في تقدم جديد في الهندسة يتجاوز تلك النظريات الكلاسيكية لإقليدس، بعد فترة تقارب ألفي عام. وبالمثل، حقق علم المنطق الرياضي اختراقات ثورية بعد فترة طويلة مماثلة من الركود. لكن أهم خطوة في العلم في هذا الوقت كانت الأفكار التي صاغها مبدعو العلوم الكهربائية. غيّر عملهم وجه الفيزياء ومكّن من ظهور تقنية جديدة بما في ذلك الانتشار السريع في استخدام الإضاءة الكهربائية والطاقة في العقدين الأخيرين من القرن واتصالات الموجات الراديوية في نهاية تسعينيات القرن التاسع عشر.

## قراءات إضافية
- New Cambridge Modern History (13 vol 1957–79), old but thorough coverage, mostly of Europe; strong on diplomacy
  - Bury, J. P. T. ed. The New Cambridge Modern History: Vol. 10: the Zenith of European Power, 1830–70 (1964) online
  - Crawley, C. W., ed. The New Cambridge Modern History Volume IX War and Peace In An Age of Upheaval 1793–1830 (1965) online
  - Darby, H. C. and H. Fullard The New Cambridge Modern History, Vol. 14: Atlas (1972)
  - Hinsley, F.H., ed. The New Cambridge Modern History, vol. 11, Material Progress and World-Wide Problems 1870–1898 (1979) online
- Langer, William. An Encyclopedia of World History (5th ed. 1973); highly detailed outline of events online free

### العلاقات الدولية والدبلوماسية
- Aldrich، Robert (1996). Greater France. DOI:10.1007/978-1-349-24729-5. ISBN:978-0-333-56740-1.
- Bartlett، C. J. (1996). Peace, War and the European Powers, 1814–1914. DOI:10.1007/978-1-349-24958-9. ISBN:978-0-333-62001-4.
- Bridge, F. R. & Roger Bullen. The Great Powers and the European States System 1814–1914, 2nd Ed. (2005)
- Gooch، G. P. (1923). "History of Modern Europe, 1878-1919". Journal of the British Institute of International Affairs. ج. 2 ع. 6: 266. DOI:10.2307/3014586. JSTOR:3014586. مؤرشف من الأصل في 2022-04-28.
- Herring, George C. Years of Peril and Ambition: U.S. Foreign Relations, 1776–1921 (2017)
- بول كينيدي. صعود وسقوط القوى العظمى (1987), stress on economic and military factors
- Langer, William. European Alliances and Alignments 1870–1890 (1950); advanced history online
- Langer, William. The Diplomacy of Imperialism 1890–1902 (1950); advanced history online
- Mowat, R.B. A history of European diplomacy, 1815–1914 (1922) online free
- Osterhammel، Jürgen (2014). The Transformation of the World: A Global History of the Nineteenth Century. DOI:10.1515/9781400849949. ISBN:9781400849949.
- Porter, Andrew, ed. The Oxford History of the British Empire: Volume III: The Nineteenth Century (2001)
- Sontag, Raymond. European Diplomatic History: 1871–1932 (1933), basic summary; 425 pp online
- Taylor, A.J.P. The Struggle for Mastery in Europe 1848–1918 (1954) 638 pp; advanced history and analysis of major diplomacy; online free
- Taylor, A.J.P. "International Relations" in F.H. Hinsley, ed., The New Cambridge Modern History: XI: Material Progress and World-Wide Problems, 1870–98 (1962): 542–66. online
- Wesseling، H. L. (2015). The European Colonial Empires. DOI:10.4324/9781315844503. ISBN:9781315844503.

### أوروبا
- Anderson, M. S. The Ascendancy of Europe: 1815–1914 (3rd ed. 2003)
- Blanning, T. C. W. ed. The Nineteenth Century: Europe 1789–1914 (Short Oxford History of Europe) (2000) 320 pp
- Bruun, Geoffrey. Europe and the French Imperium, 1799–1814  (1938) online.
- Cameron, Rondo. France and the Economic Development of Europe, 1800–1914: Conquests of Peace and Seeds of War (1961), awide-ranging economic and business history.
- Evans, Richard J. The Pursuit of Power: Europe 1815–1914 (2016), 934 pp
- Gildea, Robert. Barricades and Borders: Europe 1800–1914 (3rd ed. 2003) 544 pp, online 2nd ed, 1996
- Grab، Alexander (2003). Napoleon and the Transformation of Europe. DOI:10.1007/978-1-4039-3757-5. ISBN:978-0-333-68275-3.
- Mason, David S. A Concise History of Modern Europe: Liberty, Equality, Solidarity (2011), since 1700
- Merriman, John, and J. M. Winter, eds. Europe 1789 to 1914: Encyclopedia of the Age of Industry and Empire (5 vol. 2006)
- Steinberg, Jonathan. Bismarck: A Life (2011)
- Salmi, Hannu. 19th Century Europe: A Cultural History (2008).

### آسيا وأفريقيا
- Ajayi, J. F. Ade, ed. UNESCO General History of Africa, Vol. VI, Abridged Edition: Africa in the Nineteenth Century until the 1880s (1998)
- Akyeampong، Emmanuel؛ Bates، Robert H؛ Nunn، Nathan؛ Robinson، James A، المحررون (2014). Africa's Development in Historical Perspective. DOI:10.1017/CBO9781139644594. ISBN:9781139644594.
- Chamberlain. M.E. The Scramble for Africa (3rd ed. 2010)
- Collins, Robert O. and James M, Burns, eds. A History of Sub-Saharan Africa.
- Davidson, Basil  [لغات أخرى]‏ Africa In History, Themes and Outlines. (2nd ed. 1991).
- Holcombe، Charles (2017). A History of East Asia. DOI:10.1017/9781316340356. ISBN:9781107118737.
- Ludden, David. India and South Asia: A Short History (2013).
- McEvedy, Colin. The Penguin Atlas of African History (2nd ed. 1996). excerpt
- Mansfield, Peter, and Nicolas Pelham, A History of the Middle East (4th ed, 2013).
- Murphey، Rhoads (2016). A History of Asia. DOI:10.4324/9781315509495. ISBN:9781315509495.
- Pakenham, Thomas. The Scramble for Africa: 1876 to 1912 (1992)

### أمريكا الشمالية والجنوبية
- Bakewell, Peter, A History of Latin America (Blackwell, 1997)
- Beezley, William, and Michael Meyer, eds. The Oxford History of Mexico (2010)
- Bethell، Leslie، المحرر (1984). The Cambridge History of Latin America. DOI:10.1017/CHOL9780521232234. ISBN:9781139055161.
- Black, Conrad. Rise to Greatness: The History of Canada From the Vikings to the Present (2014)
- Burns, E. Bradford, Latin America: A Concise Interpretive History, paperback, PrenticeHall 2001, 7th edition
- Howe, Daniel Walker. What Hath God Wrought: The Transformation of America, 1815–1848 (2009), Pulitzer Prize
- Kirkland, Edward C. A History Of American Economic Life (3rd ed. 1960) online
- Lynch, John, ed. Latin American revolutions, 1808–1826: old and new world origins (University of Oklahoma Press, 1994)
- McPherson, James M. Battle Cry of Freedom The CIvil War Era (1988) Pulitzer Prize for US history
- Parry, J.H. A Short History of the West Indies (1987)
- Paxson, Frederic Logan. History of the American frontier, 1763–1893 (1924) online, Pulitzer Prize
- White, Richard. The Republic for Which It Stands: The United States during Reconstruction and the Gilded Age, 1865–1896 (2017)